# UCI Europe Tour
De UCI Europe Tour is het Europese luik van de continentale circuits van de UCI. Het is een wielercompetitie voor mannen waarvan alle wedstrijden op het Europese continent verreden worden. Naast de UCI Europe Tour zijn er ook competities in Amerika, Afrika, Azië en Oceanië. De UCI Europe Tour werd voor het eerst georganiseerd in 2005. Deze competitie vormt het laagste niveau van het professionele wielrennen, onder de UCI World Tour en de UCI ProSeries.

## Wedstrijden
De wedstrijden die deel uitmaken van de UCI Europe Tour variëren elk jaar enigszins, de jaarpagina's van deze competitie vermelden deze. De wedstrijden worden ingedeeld in vier categorieën op basis van hun niveau en of ze een- of meerdaags zijn.
- .1-categorie
  - 2.1-categorie, de "belangrijkste" meerdaagse wedstrijden
  - 1.1-categorie, de "belangrijkste" eendaagse wedstrijden
- .2-categorie
  - 2.2-categorie, de "minder belangrijke" meerdaagse wedstrijden
  - 1.2-categorie, de "minder belangrijke" eendaagse wedstrijden

## Lijst van eindwinnaars
| Seizoen              | Winnaar              | Tweede              | Derde                  | Team                         | Land      |
| -------------------- | -------------------- | ------------------- | ---------------------- | ---------------------------- | --------- |
| UCI Europe Tour 2005 | Murilo Fischer       | Stefan van Dijk     | Niko Eeckhout          | Ceramica Panaria-Navigare    | Italië    |
| UCI Europe Tour 2006 | Niko Eeckhout        | Danilo Hondo        | Rinaldo Nocentini      | Acqua & Sapone               | Italië    |
| UCI Europe Tour 2007 | Alessandro Bertolini | Luca Mazzanti       | Martijn Maaskant       | Rabobank Continental         | Italië    |
| UCI Europe Tour 2008 | Enrico Gasparotto    | Stefano Garzelli    | Mychajlo Chalilov      | Acqua & Sapone-Caffè Mokambo | Italië    |
| UCI Europe Tour 2009 | Giovanni Visconti    | Kenny van Hummel    | Jimmy Casper           | Agritubel                    | Italië    |
| UCI Europe Tour 2010 | Giovanni Visconti    | Stefan van Dijk     | Riccardo Riccò         | Vacansoleil-DCM              | Italië    |
| UCI Europe Tour 2011 | Giovanni Visconti    | Jawhen Hoetarovitsj | Davide Rebellin        | FDJ                          | Italië    |
| UCI Europe Tour 2012 | John Degenkolb       | Marcel Kittel       | Jonathan Tiernan-Locke | Saur-Sojasun                 | Italië    |
| UCI Europe Tour 2013 | Riccardo Zoidl       | Bryan Coquard       | Davide Rebellin        | Team Europcar                | Italië    |
| UCI Europe Tour 2014 | Tom Van Asbroeck     | Sonny Colbrelli     | Davide Rebellin        | Topsport Vlaanderen-Baloise  | Italië    |
| UCI Europe Tour 2015 | Nacer Bouhanni       | Edward Theuns       | Dimitri Claeys         | Topsport Vlaanderen-Baloise  | België    |
| UCI Europe Tour 2016 | Baptiste Planckaert  | Timothy Dupont      | Sonny Colbrelli        | Wanty-Groupe Gobert          | België    |
| UCI Europe Tour 2017 | Nacer Bouhanni       | Jasper De Buyst     | André Greipel          | Wanty-Groupe Gobert          | Frankrijk |
| UCI Europe Tour 2018 | Hugo Hofstetter      | Pascal Ackermann    | Timothy Dupont         | Wanty-Groupe Gobert          | België    |
| UCI Europe Tour 2019 | Primož Roglič        | Julian Alaphilippe  | Jakob Fuglsang         | Total Direct Energie         | België    |
| UCI Europe Tour 2020 | Primož Roglič        | Tadej Pogačar       | Wout van Aert          | Alpecin-Fenix                | Frankrijk |
| UCI Europe Tour 2021 | Tadej Pogačar        | Wout van Aert       | Primož Roglič          | Alpecin-Fenix                | België    |
| UCI Europe Tour 2022 | Tadej Pogačar        | Wout van Aert       | Remco Evenepoel        | Alpecin-Deceuninck           | België    |
| UCI Europe Tour 2023 | Tadej Pogačar        | Jonas Vingegaard    | Remco Evenepoel        | Lotto Dstny                  | België    |
| UCI Europe Tour 2024 | Tadej Pogačar        | Remco Evenepoel     | Jasper Philipsen       | Lotto Dstny                  | België    |
| UCI Europe Tour 2025 |                      |                     |                        |                              |           |

2005 · 
2006 · 
2007 · 
2008 · 
2009 · 
2010 · 
2011 · 
2012 · 
2013 · 
2014 · 
2015 · 
2016 · 
2017 ·
2018 ·
2019 ·
2020 ·
2021 ·
2022 ·
2023 ·
2024 ·
2025
Belangrijkste etappewedstrijden

Internationaal Wegcriterium · Driedaagse Brugge-De Panne · Ronde van de Alpen · Vierdaagse van Duinkerke · Ronde van Beieren · Ronde van Noorwegen · Ronde van België · Ronde van Luxemburg · Ronde van Oostenrijk · Ronde van Wallonië · Ronde van Burgos · Ronde van Denemarken · Arctic Race of Norway · Ronde van Groot-Brittannië
Belangrijkste eendaagse wedstrijden

Trofeo Laigueglia · GP Lugano · GP Nobili Rubinetterie · Dwars door Vlaanderen · Scheldeprijs · Brabantse Pijl · GP Kanton Aargau · Brussels Cycling Classic · GP Fourmies · Primus Classic Impanis-Van Petegem · Ronde van de Drie Valleien · Milaan-Turijn · Ronde van Piemonte · Ronde van het Münsterland · Ronde van Emilia · Parijs-Tours · GP Bruno Beghelli